# ART Municipal Jalapa
ART Municipal Jalapa – nikaraguański klub piłkarski z siedzibą w mieście Jalapa, w departamencie Nueva Segovia. Występuje w rozgrywkach Liga Primera. Domowe mecze rozgrywa na obiekcie Estadio Alejandro Ramos Turcio.

## Historia
Klub został założony w 2011 roku, zastępując rozwiązany kilka lat wcześniej Deportivo Jalapa. Akronim „ART” to inicjały Alejandro Ramosa Turcio, założyciela i sponsora Deportivo Jalapa w początkach jego funkcjonowania. Nowy zespół dołączył do rozgrywek drugiej ligi nikaraguańskiej i już w 2013 roku awansował do najwyższej klasy rozgrywkowej. Występował w niej w latach 2013–2016, po czym spadł do drugiej ligi po przegranych barażach o utrzymanie z Deportivo Sébaco (1:2, 2:2).
W 2018 roku Municipal Jalapa po raz kolejny wywalczył awans do pierwszej ligi.